# 菲图维纳尼大区
菲图维纳尼大区是馬達加斯加的23個大區之一，位於該國東部。是原瓦图瓦维-菲图维纳尼大区的一部分，于2021年8月11日拆分。